# Tannenbaum (Kürten)
Tannenbaum ist ein Ortsteil in der Gemeinde Kürten im Rheinisch-Bergischen Kreis.

## Beschreibung
Der Ort Tannenbaum liegt an der Landesstraße 286 östlich von Kürten. Er hat seinen Namen nach Deutung des örtlichen Geschichtsvereins von einer ortsbildprägenden Tanne, die hier einmal gestanden hat. Mehrere Häuser stehen links und rechts der Landstraße und in einer Seitenstraße.

## Geschichte
Ab der Preußischen Neuaufnahme von 1892 ist der Ortsteil auf Messtischblättern regelmäßig als Tannenbaum verzeichnet. Tannenbaum gehörte zu dieser Zeit zur Gemeinde Olpe.
Die Gemeinde- und Gutbezirksstatistik der Rheinprovinz führt Tannenbaum 1871 mit einem Wohnhaus und sechs Einwohnern auf. Im Gemeindelexikon für die Provinz Rheinland von 1888 werden zwei Wohnhäuser mit zehn Einwohnern angegeben. 1895 hatte der Ort ein Wohnhaus und drei Einwohner. 1905 besaß der Ort zwei Wohnhäuser und acht Einwohner und gehörte konfessionell zum katholischen Kirchspiel Olpe.
1927 wurden die Bürgermeisterei Olpe in das Amt Olpe überführt. In der Weimarer Republik wurden 1929 die Ämter Kürten mit den Gemeinden Kürten und Bechen und Olpe mit den Gemeinden Olpe und Wipperfeld zum Amt Kürten zusammengelegt. Der Kreis Wipperfürth ging am 1. Oktober 1932 in den Rheinisch-Bergischen Kreis mit Sitz in Bergisch Gladbach auf.
1975 entstand aufgrund des Köln-Gesetzes die heutige Gemeinde Kürten, zu der neben den Ämtern Kürten, Bechen und Olpe ein Teilgebiet der Stadt Bensberg mit Dürscheid und den umliegenden Gebieten kam.